# Royal Mile
A Royal Mile (Királyi mérföld) azon egymást követő utcák népszerű neve, melyek Edinburgh óvárosának a fő útvonalát alkotják.
Mint a névből kikövetkeztethető, a Royal Mile hossza nagyjából egy skót mérföld és a skót történelem két olyan híres építménye között húzódik, mint a felső végén lévő Edinburgh-i vár és az alul elterülő Holyrood-apátság. A helyiek többnyire csak "High Street" (Fő utca) néven emlegetik, bár ez csak egy meghatározott szakasza a Royal Mile-nak. A Királyi mérföldet alkotó utcák sorban egymás után, nyugatról keletre:  Castle Esplanade, Castlehill, Lawnmarket, High Street, Canongate és Abbey Strand. A Royal Mile Edinburgh óvárosának turisták által leginkább látogatott utcája, csak az Újvárosban (New Town) található Princes Street vetélkedik vele.

## Geográfia

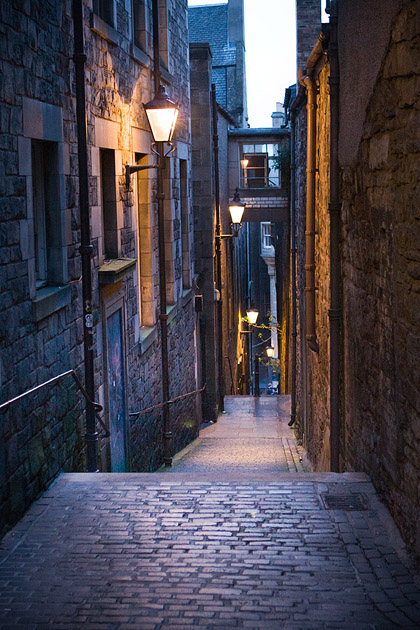
An Anchor Close szürkületben, a royal Mileról a Cockburn Streetre vezető egyik sikátor

Több ezer évvel ezelőtt, mikor a jégtáblák visszahúzódtak, otthagyták törmelékkúpjukat a Várhegyet alkotó kemény vulkanikus dugó mögött, kialakítva ezzel azt jellegzetes geológiai képződményt, amelyet egy meredek sziklacsúcs (ez a Várhegy), valamint egyik oldalán – ahol a törmelék lerakódott – egy lankás lejtő jellemez. A keleti irányba húzódó a Royal Mile felső vége megtámaszkodik a Várhegy sziklacsúcsán, majd – követve a törmelékkúp lejtését – az út leereszkedik a Holyroodhouse-palota tövébe. A főutcába magas bérházak határolta meredek sikátorok futnak be.

## Az Esplanade és a Castlehill
A vár Esplanade-nak nevezett előterét a 19. század során alakították ki és elsősorban katonai díszszemléket rendeztek rajta. Manapság ez a helyszíne az évente sorra kerülő Military Tattoonak, a híres katonazenekari fesztiválnak. A tér egyik nevezetes épülete a Cannonball House (Ágyugolyós ház), melynek falában egy a várból kilőtt, eltévedt ágyúgolyó látható. Lejjebb a jobb oldalon whiskykészítést bemutató Scotch Whisky Heritage Centre található.
Az Esplanade-ot elhagyva a rövid Castlehill (Várdomb) következik, melynek jobb oldalon látható, meghatározó építménye a korábbi Tolbooth Highland St John's Church (Szent János Felföldi Gyülekezeti Temploma), mely nem csak egyházközségi célokat szolgált, hanem otthont adott a skót egyház közgyűléseinek is. Ma The Hub néven az edinburgh-i fesztivál központja. Bal oldalon találjuk a Camera Obscura & World of Illusions (Camera Obscura és az Illúziók Világa) táblával ellátott épületet, mely a város legöregebb, eleve szórakoztató célokra emelt építménye. A skót egyház közgyűlésének épülete (General Assembly Hall of the Church of Scotland) és a New College, mely az edinburgh-i egyetem teológiai fakultása, ugyancsak a Castlehill bal oldalát foglalja el. 1999 – 2004 között az Assembly Hall adott helyet a skót parlament üléseinek is.

## A Lawnmarket
A Lawnmarket, mely valaha vászonpiac volt, manapság turistacsalogató ajándékboltokkal van tele. Bal oldalán magasodik a szépen megőrzött 17. századi bérház, melyet egyik első tulajdonosa, a módos edinburgh-i polgár, Thomas Gledstanes után Gladstone's Landnek hívnak. 
A Lawnmarket alsó végén egy fontos kereszteződés található, melyet jobbról a George IV Bridge (IV. György-híd), balról pedig a Bank Street (Bank utca) alkot. Ez utóbbi a The Moundhoz - ez egy mesterségesen kialakított domb az Óváros és az Újváros között - és az Újvárosba vezet. A Bank Street arculatát a Bank of Scotland barokk stílusú székháza határozza meg.

## A High Street

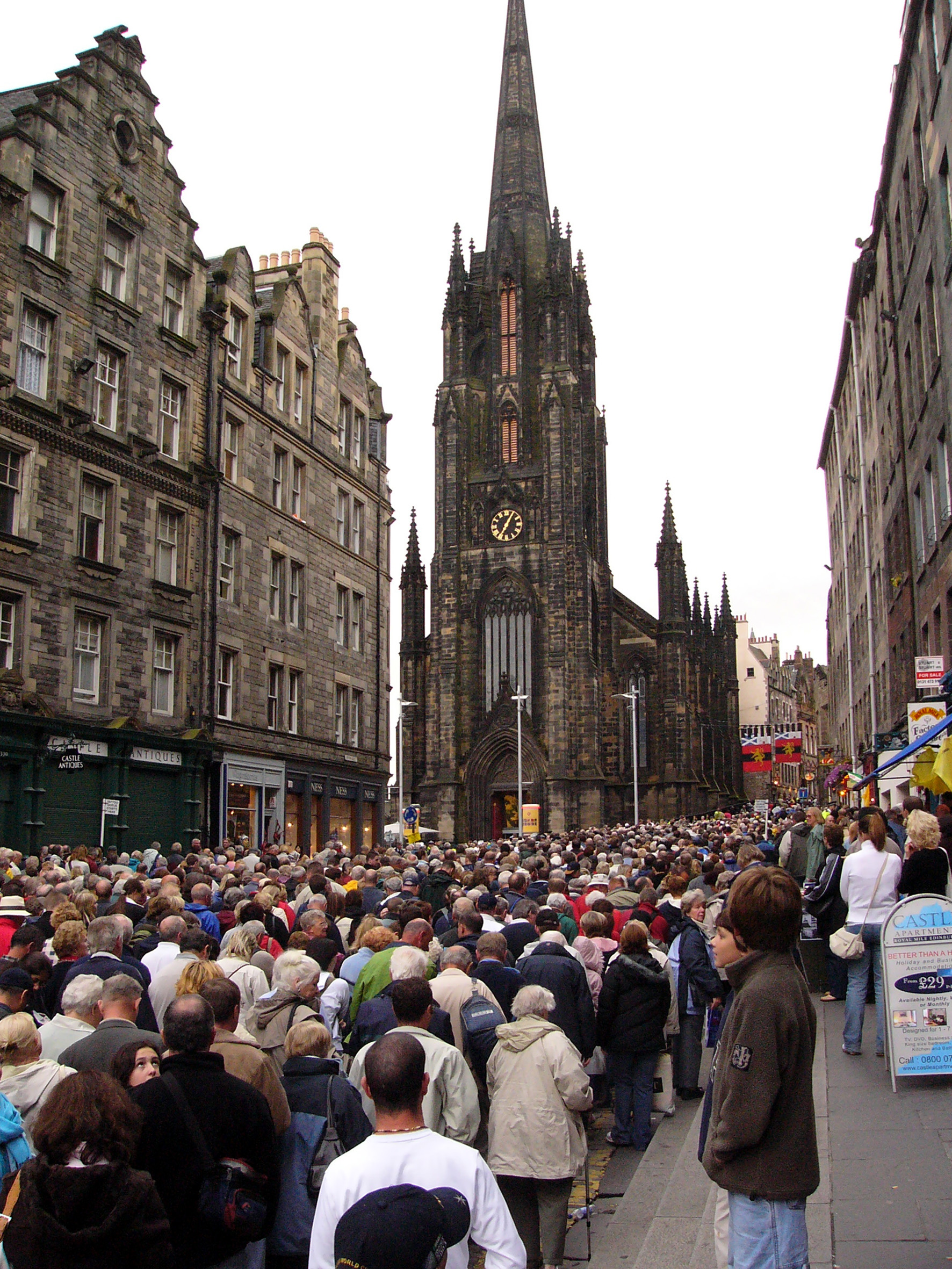
Sorbaállás a Royal Mile-on a Military Tattoo belépőjegyeiért

Az évente megrendezett edinburgh-i fesztivál alkalmával a High Street (Fő utca) válik a város igazi központjává. Turisták, komédiások, utcazenészek nyüzsögnek rajta. Bal oldalán áll a skót legfelsőbb büntetőbíróság épülete, jobb oldalán pedig – a vár felől nézve – a Parliament Square (Parlament tér) található. Nevét a rajta álló Parliament House után kapta, melyben 1630 és 1707 között a skót parlament összejöveteleit tartották. Jelenleg a skót legfelsőbb polgári bíróság otthona. Edinburgh főtemploma, a Szent Egyed-székesegyház ugyancsak a téren magasodik.
A székesegyház nyugati kapujánál kerül lábunk alá az úgynevezett Heart of Midlothian (Midlothian – az Edinburgh-t is magában foglaló tájegység – szíve), ez a járdába épített, szívet formázó mozaik, mely az egykori Tolbooth börtön helyén található. A leendő foglyok le szokták köpni, mielőtt beléptek a börtönbe. A hagyományt néhányan ma is ápolják, s bízva abban, hogy szerencsét hoz, sercintenek egyet mellette elhaladván. Bal oldalon, a templommal szemben az edinburgh-i városi tanács székházát láthatjuk. Jobbra, a székesegyház mellett a skót városok egykori piacterein gyakran látható Mercat Cross (piaci kereszt) áll, melyről a királyi eredetű közleményeket olvassák fel, valamint hagyományosan innen hirdetik ki a skót választások eredményeit.
A Royal Mile középpontja a The Bridges (Hidak) nevű kereszteződés. A North Bridge (Északi híd) balra, északra vezet az Újváros főutcájára, a Princes Streetre és elhalad az edinburgh-i főpályaudvar, a Waverley Station felett. A jobb oldali South Bridge (Déli híd) – mely felülről egyszerű utcának tűnik, mindkét oldalán üzletekkel, sőt még alulról is csak egyetlen íve látható – keresztezi a Cowgate-et (Marha utca ‑ ezen terelték századokkal ezelőtt a jószágokat a városi piacra), majd Nicholson Streetként folytatódik tovább, elhaladva az Edinburgh-i Egyetem Old College nevű épülete mellett.
A The Bridges és az úgynevezett John Knox-ház (ez utóbbi egykori tulajdonosáról és lakójáról, a 16. századi reformátorról kapta a nevét) között található a Royal Mile egyetlen épülete, amely mindmáig azt a célt szolgálja, amelyre felépítették, a Carrubers Christian Center (Carrubbers Keresztény Központ). Az 1883-ban elkészült épület ma is az egyház otthona.
A John Knox-ház után a High Street eléri a korábbi városhatárt és keresztezi a St Mary's Streetet (északra) és a Jeffrey Streetet (délre). Korábban itt állt a város megerősített bejárata, a Netherbow. A mostanában újjáépített Netherbow Theatre (Netherbow Színház) a skót egyház tulajdonában van és a világ egyetlen olyan kulturális létesítménye, amelynek funkciója, hogy otthont adjon az élő történet-mesélésnek. 
Miután az angolok diadalt arattak a skótok felett a floddeni csatában, Edinburgh-t egy erős fallal (Flodden Wall) kerítették körbe. A fal néhány szakasza pár helyen máig fennmaradt. A Netherbow volt az egyik kapu a falon. Helyét az utca macskakövei között elhelyezett bronztéglák jelzik. A St Mary's Street sarkán áll a World's End (a Világ vége) nevű pub, azaz kocsma, mely arról kapta a nevét, hogy egykor itt volt a városhatár. Az ezen túl lévő területet már a  Holyrood-apátság ellenőrizte (innen a következő szakasz neve: Canongate, azaz Kanonok utca).

## A Canongate

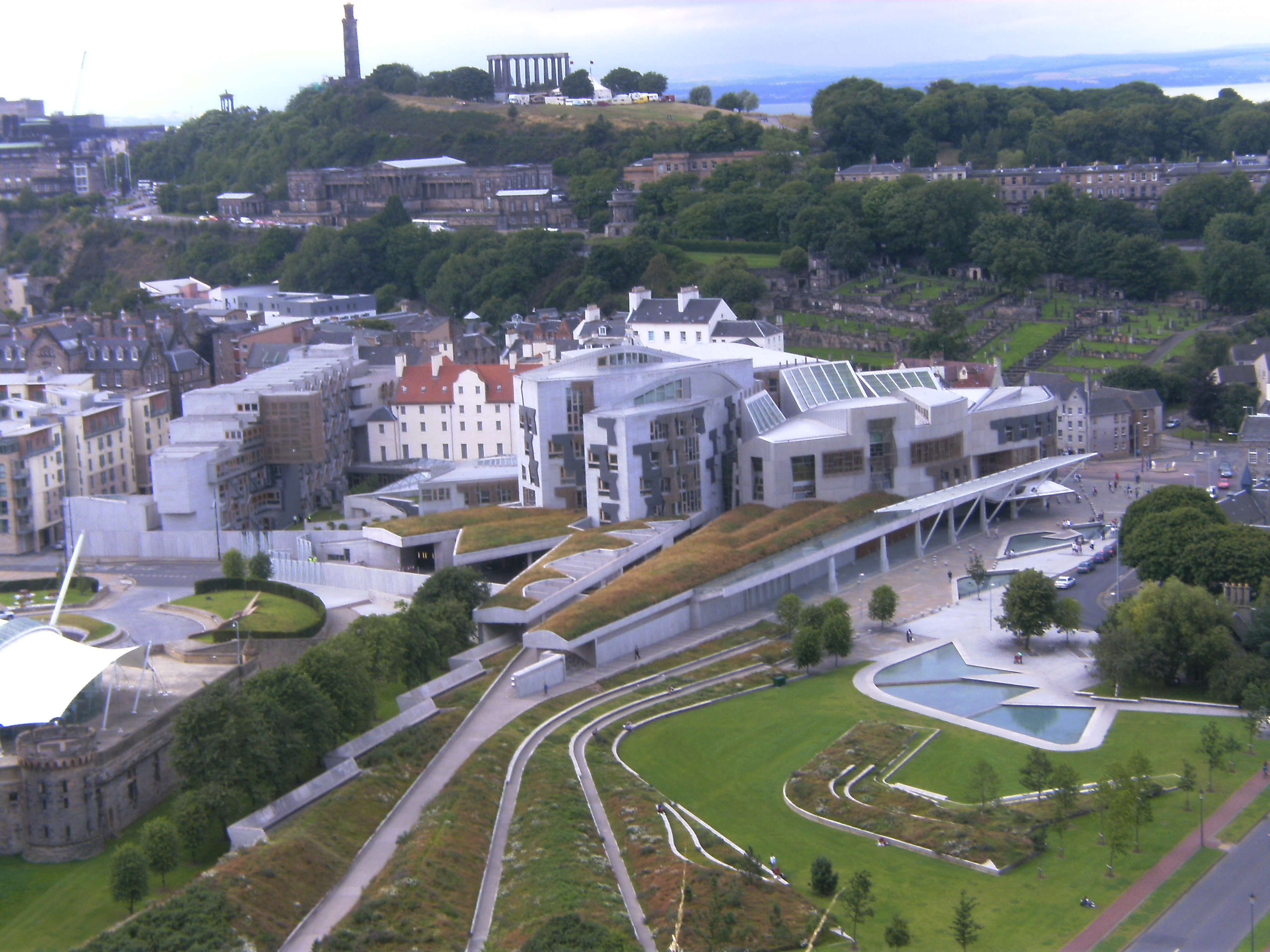
A skót parlament új épülete, melyet a katalán Enric Miralles tervezett

A keresztutcákon túl a Royal Mile a Canongate-ben folytatódik. A név a canon's gait-ből (kanonokok utcája) ered. Az út lefelé ereszkedik a Moray House, mely az edinburgh-i egyetem gyakorló iskolája, a régi Canongate Tolbooth (itt ülésezett egykor a canongate-i tanács, de ez volt a börtön is, valamint itt szedték be a helyi adókat) mentén. A Tolbooth ma The People's Story (Az emberiség története) néven társadalomtörténeti múzeum. Tovább menve a Kirk of Canongate, a canongate-i egyházközség temploma, aztán a skót parlament új futurisztikus otthona következik, majd megérkezünk a Royal Mile végét jelentő Holyroodhouse-palota és a romos Holyrood-apátság épületeihez. 1856-ig a Canongate nem csak egy utca volt, hanem a környező városrésznek volt a neve, mivel ez már Edinburgh falain kívül volt, így önálló településnek számított.

## Az Abbey Strand
Ez egy rövid bekötőút a Holyroodhouse-palotához. Bal oldalán egy régi kocsma épülete látható, a jobbján pedig a Queen's Gallery és a régi kapu megmaradt részei V. Jakab címerpajzsával.

## A Royal Mile ma
Manapság a Royal Mile eklektikus elegyét alkotja az ajándékboltoknak, éttermeknek, kocsmáknak és történelmi látnivalóknak, valamint nem utolsósorban ez az Edinburgh-i Fesztivál fő helyszíne is. Mindezeken túlmenően a skót igazságügy központja is, mivel egyaránt otthont ad a legfelsőbb büntető, valamint a polgári bíróságnak.

## Külső hivatkozások
- Edinburgh építészete - a Royal Mile Archiválva 2011. június 6-i dátummal a Wayback Machine-ben
- City of Edinburgh Council
- National Trust for Scotland
- Térképek
- A Royal Mile spirituális története
- Camera Obscura & World of Illusions

## Fordítás
- Ez a szócikk részben vagy egészben  a   Royal Mile című angol Wikipédia-szócikk ezen változatának fordításán alapul.  Az eredeti cikk szerkesztőit annak laptörténete sorolja fel. Ez a jelzés csupán a megfogalmazás eredetét és a szerzői jogokat jelzi, nem szolgál a cikkben szereplő információk forrásmegjelöléseként.